# ティンバランド
ティンバランド（英: Timbaland、1972年3月10日 - ）は、アメリカ バージニア州出身の音楽プロデューサー、ミュージシャン。2006年・2007年にビルボードの週間チャートにて最高1位（全世界1位）を5回記録するという快挙を成し遂げた。2021年に『タイム100』に選出された。

## 経歴
アメリカ バージニア州ノーフォークにてティモシー・ザケリー・モズレー（Timothy Zachery Mosley）として誕生。父親はガーランド・モズレー（アムトラック従業員）、母親はラトリス・モズレー（ホームレスシェルター経営者）、弟はセバスチャン（MC）。1986年に地元のレッドロブスターにて銃で撃たれ、右手が9ヶ月間麻痺した。この時にティンバランドは左手を使ってDJを練習し始めた。高校卒業後はDJとして活動し始めた。
その後ミッシー・エリオットと活動するようになり、ディヴァンテ・スウィングと出会い、スウィングはティンバーランド（靴メーカー）にちなんでモズレーを「Timbaland（ティンバランド）」と命名した。
1998年11月24日リリースの1stアルバム『Tim's Bio: Life from da Bassment』でソロデビューし、Billboard 200の週間チャートにて最高41位を記録。
90年代にアリーヤをプロデュースしていたが、2001年8月25日にアリーヤが搭乗した飛行機が墜落事故を起こし、アリーヤが死去。享年22歳。アリーヤの死はティンバランドに大きな影響を与えた。

### Billboard上位を連発（2006年 - 2010年）

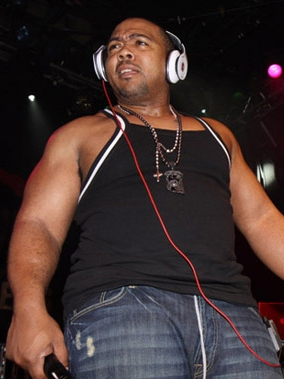
2010年

2006年に自身によるレーベルであるモズレー・ミュージック・グループを設立。
4月25日リリースのネリー・ファータドのシングル『Promiscuous』（ティンバランドによる制作作品）がBillboard Hot 100の週間チャートにて最高1位を記録し、6月7日リリースのファータドのアルバム『Loose』（ティンバランドによる制作曲8曲を収録）はBillboard 200の週間チャートにて最高1位を記録。7月18日リリースのジャスティン・ティンバーレイクのシングル『SexyBack』（ティンバランドによる制作作品）もBillboard Hot 100の週間チャートにて最高1位を記録し、9月8日リリースのティンバーレイクのアルバム『FutureSex/LoveSounds』（ティンバランドによる制作曲10曲を収録）もBillboard 200の週間チャートにて最高1位を記録。
2007年2月6日リリースの『Give It to Me』（自身によるリリース作品。ファータド、ティンバーレイクとの曲）はBillboard Hot 100の週間チャートにて最高1位（全世界1位）を記録。4月3日に2ndアルバム『Shock Value』をリリースし、Billboard 200の週間チャートにて最高5位を記録。『Give It to Me』も収録され、『Apologize』（ワンリパブリックとの収録曲）はBillboard Hot 100の週間チャートにて最高2位を記録。
2008年3月17日リリースの『4 Minutes』（マドンナ、ティンバーレイクとの曲）はBillboard Hot 100の週間チャートにて最高3位を記録。
2009年12月8日に3rdアルバム『Shock Value II』をリリースし、Billboard 200にて週間チャート最高36位を記録。
2010年8月に自宅にて強盗被害に遭った。

### 2011年 -
2013年に『Love Never Felt So Good』（マイケル・ジャクソンによる生前未発表曲）のプロデュースに参加し、2014年5月2日にリリースし、Billboard Hot 100にて週間チャート最高9位を記録。
2021年に『タイム100』に選出された。
2023年、元彼のジャスティンとの話を自叙伝に綴ったブリトニー・スピアーズに対して「あの女はおかしくなってんだ、だろ？。ジャスティンに「あの女に口輪をはめろ」と電話してやりたいよ」と発言し炎上、後日TikTokのライブ配信で謝罪する羽目になった。

## 作品

### 代表作
『Tim's Bio: Life from da Bassment』
- デビュー作。1stアルバム。1998年11月24日リリース。Billboard 200 週間チャート最高41位。

『Promiscuous』
- ネリー・ファータドによるシングル。2006年4月25日リリース。ティンバランドによる制作作品。Billboard Hot 100 週間チャート最高1位。

『Loose』
- ネリー・ファータドによるアルバム。2006年6月7日リリース。ティンバランドによる制作作品。Billboard 200 週間チャート最高1位。

『SexyBack』
- ジャスティン・ティンバーレイクによるシングル。2006年7月18日リリース。ティンバランドによる制作作品。Billboard Hot 100 週間チャート最高1位。

『FutureSex/LoveSounds』
- ジャスティン・ティンバーレイクによるアルバム。2006年9月8日リリース。ティンバランドによる制作作品。Billboard 200 週間チャート最高1位。

『Give It to Me』
- シングル。2007年2月6日リリース。『Shock Value』収録曲。ネリー・ファータドとジャスティン・ティンバーレイクが参加。ティンバランドによる制作作品。Billboard Hot 100 週間チャート最高1位。

『Shock Value』
- 2ndアルバム。2007年4月3日リリース。Billboard 200 週間チャート最高5位。

『Apologize』
- 『Shock Value』収録曲。ワンリパブリックが参加。Billboard Hot 100 週間チャート最高2位。

『4 Minutes』
- マドンナによるシングル。2008年3月17日リリース。ジャスティン・ティンバーレイクとティンバランドが参加。ティンバランドによる制作作品。Billboard Hot 100 週間チャート最高3位。

『Shock Value II』
- 3rdアルバム。2009年12月8日リリース。Billboard 200 週間チャート最高36位。

『Love Never Felt So Good』
- マイケル・ジャクソンによる生前未発表曲。2014年5月2日リリース。ティンバランドがプロデュースに参加。Billboard Hot 100 週間チャート最高9位。